# Lars Lindberg (journalist)
Lars Erik Lindberg, född 7 september 1944 i Kiruna i Jukkasjärvi församling, Norrbottens län, och var verkställande direktör för Radiotjänst i Kiruna AB fram till sin pensionering i mars 2007. Lindberg var tidigare journalist vid bland annat Norrbottens-Kuriren och senare även chefredaktör för Norrländska Socialdemokraten.
Den 12 oktober 2006 fattade Lindberg, som Radiotjänsts vd, beslutet att polisanmäla de tre moderata statsråden Cecilia Stegö Chilò, Maria Borelius och Tobias Billström, sedan det framkommit att dessa underlåtit att betala tv-licens under en längre tid. Stegö Chilò och Borelius avgick kort tid därefter, och Stegö Chilò angav polisanmälningarna mot henne som en av orsakerna till detta. I samband med detta kallade Lindberg också de tre ministrarna för "snyltare".